# María del Pilar Zamora Bastante
María del Pilar Zamora Bastante   (Ciudad Real, 1971) és una política espanyola del PSOE, alcaldessa de Ciudad Real des de 2015 fins a 2021.

## Biografia

### Formació i inicis polítics
Nascuda a Ciudad Real, és llicenciada en Dret per la Universitat de Castella-la Manxa. Advocada, va ser regidor pel PSOE de l'Ajuntament de Ciudad Real des de 2007, i va exercir el càrrec de portaveu del Grup Socialista en el consistori entre 2009 i 2011.

### Alcaldessa de Ciudad Real
Després d'haver revalidat el seu càrrec de regidora el 2011 en haver anat de número dos en la llista del seu partit, l'octubre de 2014 va guanyar les primàries per a ser la candidata a l'alcaldia de Ciudad Real pel PSOE. Va obtenir nou regidors enfront de deu del PP i quatre de Guanyem. Després d'haver aconseguit un acord amb aquesta formació, el 13 de juny de 2015 va ser proclamada alcaldessa de Ciudad Real.
A principis d'abril de 2018, Zamora va anunciar que patia càncer de mama, per la qual cosa havia d'agafar baixa temporal de les seves funcions com a alcaldessa. La seva absència de la política activa va durar uns pocs mesos, perquè va afirmar que desitjava presentar-se a la reelecció en els comicis de 2019.
En les eleccions municipals de 2019, Zamora va revalidar el càrrec d'alcaldessa per als dos següents anys després de comptar amb el suport de Ciutadans amb els quals va aconseguir arribar a tretze dels vint-i-cinc vots dels regidors que formen part de la corporació municipal. D'aquesta manera, la regidora socialista va estar al capdavant del consistori els dos primers anys del mandat, mentre que els últims dos anys va prendre la vara d'alcaldessa la regidora taronja Eva María Masías.